# Jürgen Danielowski
Jürgen Danielowski (* 1945 in Bad Landeck, Landkreis Glatz) ist ein deutscher Politiker der CDU und war von 2000 bis 2006 Oberbürgermeister der Stadt Göttingen.

## Leben
Danielowski wurde am 27. Juni 1999 im Wege der Direktwahl zum ersten hauptamtlichen Oberbürgermeister der Stadt Göttingen gewählt. Im ersten Wahlgang am 13. Juni 1999 erreichte er bei einer Wahlbeteiligung von 48 % einen Stimmenanteil von 38,3 %, sein Gegenkandidat Hermann Schierwater (SPD) 41,3 %. Beide Kandidaten gelangten daraufhin in die Stichwahl am 27. Juni 1999, aus der bei einer Wahlbeteiligung von 27,8 % Jürgen Danielowski mit 52,8 % als Sieger hervorging. 14,6 % der Wahlberechtigten hatten am Ende den CDU-Kandidaten in sein neues Amt gewählt. Die niedrige Wahlbeteiligung wurde allgemein mit Bestürzung aufgenommen. Auch Danielowski hatte mehr als 3000 Stimmen weniger als im ersten Wahlgang erhalten.
Er bekleidete das Amt vom 8. Februar 2000 bis zum 31. Oktober 2006. Zuvor war er seit 1996 Ortsbürgermeister der Ortschaft (im Sinn der Niedersächsischen Gemeindeordnung) Groß Ellershausen/Hetjershausen/Knutbühren.
Danielowski ist Leiter der Berufsakademie Göttingen, einer kleinen Hochschule für Wirtschaft, und Vorsitzender des Ausschusses für Presse- und Öffentlichkeitsarbeit des Deutschen Städtetages.
Danielowski ist Jurist und arbeitete vor seiner Wahl zum Oberbürgermeister als Richter und Staatsanwalt in Niedersachsen. Er ist verheiratet und hat eine Tochter.